# Manduca instita
Manduca instita är en fjärilsart som beskrevs av James Brackenridge Clemens 1859. Manduca instita ingår i släktet Manduca och familjen svärmare. Inga underarter finns listade i Catalogue of Life.